# Lasiochila insularis
Lasiochila insularis es una especie de insecto coleóptero de la familia Chrysomelidae.
Fue descrita científicamente en 1917 por Gestro.